# Harry Aikines-Aryeetey
Harry Leslie Aikines-Aryeetey (Carshalton, 29 augustus 1988) is een Britse sprinter, die gespecialiseerd is in de 100 m en de 200 m. Hij nam eenmaal deel aan de Olympische Spelen.

## Biografie
In 2005 werd Aikines-Aryeetey wereldjeugdkampioen op zowel de 100 m als de 200 m. Een jaar later werd hij ook wereldkampioen bij de junioren op de 100 m. Samen met Simeon Williamson, Tyrone Edgar en Marlon Devonish vormde Aikines-Aryeetey de Britse 4 x 100 m estafetteploeg op de wereldkampioenschappen van 2009. Het Britse viertal behaalde een bronzen medaille.
Op de Europese kampioenschappen in 2014 veroverde Aikines-Aryeetey de bronzen medaille in de finale van de 100 m. Later werd hij samen met James Ellington, Richard Kilty en Adam Gemili Europees kampioen op 4 x 100 m estafette.

## Titels
- Europees kampioen 4 x 100 m - 2014, 2018
- Gemenebestkampioen 4 x 100 m - 2018
- Wereldkampioen U20 100 m - 2006
- Wereldkampioen U18 100 m - 2005
- Wereldkampioen U18 200 m - 2005

## Persoonlijke records
Outdoor
| Afstand | Prestatie | Datum           | Plaats            |
| ------- | --------- | --------------- | ----------------- |
| 60 m    | 6,84 s    | 31 januari 2004 | Carshalton        |
| 100 m   | 10,08 s   | 13 juli 2013    | Birmingham        |
| 200 m   | 20,46 s   | 3 juli 2011     | La Chaux-de-Fonds |

Indoor
| Afstand | Prestatie | Datum            | Plaats    |
| ------- | --------- | ---------------- | --------- |
| 50 m    | 5,71 s    | 5 maart 2010     | Liévin    |
| 60 m    | 6,55 s    | 13 februari 2010 | Sheffield |

## Palmares

### 100 m
- 2005:  WK U18 - 10,35 s
- 2006:  WK U20 – 10,37 s
- 2011:  Britse kamp. - 10,14 s
- 2011: 3e in ½ fin. WK - 10,23 s
- 2013:  Britse kamp. - 10,08 s
- 2013: 7e in ½ fin. WK – 10,34 s
- 2014:  Britse kamp. - 10,14 s
- 2014:  EK - 10,22 s
- 2017:  Britse kamp. - 10,20 s

### 200 m
- 2005:  WK U18 - 20,91 s

### 4 x 100 m
- 2006:  WK U20 - 39,24 s
- 2009:  WK - 38,02 s
- 2014:  Gemenebestspelen - 38,02 s
- 2014:  IAAF World Relays
- 2014:  EK - 37,93 s
- 2016: 5e OS - 37,98 s
- 2018:  Gemenebestspelen - 38,13 s
- 2018:  EK - 37,80 s